# Граб (Лучани)
Граб је насеље у Србији у општини Лучани у Моравичком округу. Према попису из 2022. било је 181 становника.
Овде се налазе археолошки локалитет Градина и Црква Светих Апостола Петра и Павла у Грабу.
Овде се налазе Епитаф на споменику Вујици Илићу (†1841), Надгробни споменик Маринку Илићу у Грабу (†1846), Надгробни споменик Илији Шипети у Грабу (†1861), Надгробни споменик Максиму Раичићу у Грабу (†1872), Споменик Миловану Јелушићу у Грабу (†1863), Надгробни споменик Обраду Стеванчевићу у Грабу (†1848), Надгробни споменик Вуксану Илићу у Грабу (†1859), Крајпуташ Тихомиру Јовичићу у Грабу (†1913) и Епитаф на споменику испрошеној девојци Челестини (†1904).

## Демографија
У насељу Граб живи 296 пунолетних становника, а просечна старост становништва износи 53,7 година (52,3 код мушкараца и 55,1 код жена). У насељу има 143 домаћинства, а просечан број чланова по домаћинству је 2,20.
Ово насеље је великим делом насељено Србима (према попису из 2002. године), а у последња три пописа, примећен је пад у броју становника.
|  |

| Демографија | Демографија | Демографија |
| Година      | Становника  | Становника  |
| ----------- | ----------- | ----------- |
| 1948.       | 1.070       |             |
| 1953.       | 1.028       |             |
| 1961.       | 886         |             |
| 1971.       | 735         |             |
| 1981.       | 608         |             |
| 1991.       | 437         | 435         |
| 2002.       | 315         | 320         |
| 2011.       | 242         |             |

| Етнички састав према попису из 2002.‍ | Етнички састав према попису из 2002.‍ | Етнички састав према попису из 2002.‍ | Етнички састав према попису из 2002.‍ | Етнички састав према попису из 2002.‍ |
| ------------------------------------ | ------------------------------------ | ------------------------------------ | ------------------------------------ | ------------------------------------ |
|                                      |                                      |                                      |                                      |                                      |
| Срби                                 | Срби                                 |                                      | 314                                  | 99,68%                               |
| непознато                            | непознато                            |                                      | 1                                    | 0,31%                                |

| Година пописа     | 1948. | 1953. | 1961. | 1971. | 1981. | 1991. | 2002. |
| ----------------- | ----- | ----- | ----- | ----- | ----- | ----- | ----- |
| Број домаћинстава | 175   | 198   | 196   | 198   | 190   | 164   | 143   |

| Број чланова      | 1  | 2  | 3  | 4  | 5 | 6 | 7 | 8 | 9 | 10 и више | Просек |
| ----------------- | -- | -- | -- | -- | - | - | - | - | - | --------- | ------ |
| Број домаћинстава | 48 | 56 | 19 | 11 | 3 | 5 | 0 | 0 | 1 | 0         | 2,20   |

| Пол    | Укупно | Неожењен/Неудата | Ожењен/Удата | Удовац/Удовица | Разведен/Разведена | Непознато |
| ------ | ------ | ---------------- | ------------ | -------------- | ------------------ | --------- |
| Мушки  | 154    | 44               | 84           | 19             | 7                  | 0         |
| Женски | 144    | 15               | 83           | 44             | 2                  | 0         |
| УКУПНО | 298    | 59               | 167          | 63             | 9                  | 0         |

| Пол    | Укупно                    | Пољопривреда, лов и шумарство | Рибарство                            | Вађење руде и камена | Прерађивачка индустрија       |
| ------ | ------------------------- | ----------------------------- | ------------------------------------ | -------------------- | ----------------------------- |
| Мушки  | 79                        | 41                            | 0                                    | 2                    | 21                            |
| Женски | 66                        | 56                            | 0                                    | 0                    | 4                             |
| УКУПНО | 145                       | 97                            | 0                                    | 2                    | 25                            |
| Пол    | Производња и снабдевање   | Грађевинарство                | Трговина                             | Хотели и ресторани   | Саобраћај, складиштење и везе |
| Мушки  | 2                         | 5                             | 4                                    | 0                    | 1                             |
| Женски | 0                         | 0                             | 5                                    | 0                    | 0                             |
| УКУПНО | 2                         | 5                             | 9                                    | 0                    | 1                             |
| Пол    | Финансијско посредовање   | Некретнине                    | Државна управа и одбрана             | Образовање           | Здравствени и социјални рад   |
| Мушки  | 0                         | 0                             | 0                                    | 2                    | 0                             |
| Женски | 0                         | 0                             | 0                                    | 1                    | 0                             |
| УКУПНО | 0                         | 0                             | 0                                    | 3                    | 0                             |
| Пол    | Остале услужне активности | Приватна домаћинства          | Екстериторијалне организације и тела | Непознато            | Непознато                     |
| Мушки  | 0                         | 0                             | 0                                    | 1                    | 1                             |
| Женски | 0                         | 0                             | 0                                    | 0                    | 0                             |
| УКУПНО | 0                         | 0                             | 0                                    | 1                    | 1                             |